# Nils Klems
Nils Klems (* 29. September 1988 in Iserlohn) ist ein ehemaliger deutscher Futsalspieler.

## Karriere
Klems wurde in Iserlohn geboren und war eines von elf Gründungsmitgliedern, die 2005 den Verein Holzpfosten Schwerte, dessen 2. Vorstand er auch heute noch ist, gründeten. Bevor er auch als Spieler zu den Holzpfosten wechselte, spielte er in verschiedenen Mannschaften in der Bezirks-, Westfalen- und Landesliga in Nordrhein-Westfalen. In der A-Jugend spielte er in der Westfalenliga bei SF Oestrich-Iserlohn. Der Mittelfeldspieler ist erst seit 2011 auch sportlich für die Holzpfosten-Fußballer in der Kreisliga A aktiv. 2009 ist er mitverantwortlich für die Gründung der Futsal-Sparte der Holzpfosten. Mit den Futsalern von Holzpfosten Schwerte, deren Kapitän und Co-Trainer er aktuell ist, wurde er zweimal deutscher Vizemeister (2014, 2015) und einmal westdeutscher Meister (2016) im Futsal. In der Saison 2014/15 und 2015/16 agierte Klems als Spielertrainer der Holzpfosten-Futsaler.
Klems nahm an den Studentenweltmeisterschaften im Futsal in Málaga 2014 (11. Platz) und in Goiânia, Brasilien 2016 (6. Platz) teil. In Brasilien wurde er für die Nationalmannschaft der deutschen Studenten als Kapitän nominiert. Am 30. Oktober 2016 gab er sein Debüt in der deutschen Futsalnationalmannschaft, für die er im ersten Futsal-Länderspiel des DFB überhaupt in der Starting-Five stand. Er ist in der deutschen Futsalnationalmannschaft stellvertretender Kapitän hinter Timo Heinze. Im zweiten Futsal-Länderspiel des DFB am 1. November 2016 führte Klems, ebenfalls als Teil der Starting-Five, die deutsche Futsalnationalmannschaft als Kapitän aufs Feld.

## Erfolge
- 4. Platz DFB Futsal Cup: 2011
- Teilnehmer Studenten-Futsal-WM: 2014 (11. Platz in Málaga), 2016 (6. Platz in Goiânia, Brasilien)
- Deutscher Futsal-Vizemeister: 2014, 2015
- Meister der WFLV-Futsal-Liga: 2016
- Westfälischer Supercupsieger: 2016

## Sonstiges
Um die ersten offiziellen Länderspiele der Deutschen Futsalnationalmannschaft zu bewerben, nutzte der DFB ein Plakat, das Nils Klems ziert.